# 8041 Masumoto
8041 Masumoto este un asteroid din centura principală de asteroizi.

## Descriere
8041 Masumoto este un asteroid din centura principală de asteroizi. A fost descoperit pe 15 noiembrie 1993 la Kashihara de Fumiaki Uto. El prezintă o orbită caracterizată de o semiaxă mare de 2,62 ua, o excentricitate de 0,19 și o înclinație de 11,4° în raport cu ecliptica.